# مصاصنه
مصاصنه (به عربی: مصاصنة) یک روستا در سوریه است که در Suran Subdistrict، در منطقه حماه واقع شده‌است. مصاصنه ۳۹۲ نفر جمعیت دارد.